# 424 f.Kr.
| 424 f.Kr.          |
| ------------------ |
| Dødsfald - Fødsler |

## Begivenheder
- Den persiske Kejser Xerxes 2. af Persien overager magten, og bliver slået ihjel 45 dage efter.
- Templet til Athene på Akropolis, Athen bliver færdigbygget.

## Dødsfald
- Xerxes 2. af Persien